# الخبرة (بني العوام)

تعديل مصدري - تعديل

الخبرة هي إحدى قرى عزلة العريف بمديرية بني العوام التابعة لمحافظة حجة، بلغ تعداد سكانها 87 نسمة حسب تعداد اليمن لعام 2004.